# محمدرضا انصاری
محمدرضا انصاری (زاده ۱۳۲۲) کارآفرین، مهندس برتر کشور به انتخاب مجلس شورای اسلامی در سال ۱۳۹۲، رئیس هیئت مدیره شرکت کیسون، تاکنون ۸ بار به عنوان صادر کننده نمونه کشور انتخاب شده‌است. وی همچنین در سال ۱۳۸۸ از سوی فرهنگستان علوم ایران به عنوان مهندس برجسته کشور معرفی شد.

## فعالیت‌ها
- سخنران بخش خصوصی ایران در کنفرانس‌های های برلین، لندن، لوزان و پاریس
- حضور و فعالیت در ۱۲ کشور جهان و اخذ جوایز متعدد در کشورهای مختلف
- ارائه کننده بیش از ۱۰۰ مقاله علمی و مهندسی در ایران و خارج از کشور
- مقام هفتم جهان در انبوه‌سازی مسکن در سال ۲۰۱۳
- مقام ۹۹ پیمانکاری بین‌المللی جهان در سال ۲۰۱۴[۲]

## جستار پیوسته
- اتاق بازرگانی، صنایع، معادن و کشاورزی تهران